# ファルコン9フル・スラスト
ファルコン9フル・スラスト（英語: Falcon 9 Full ThrustまたはFalcon 9 v1.2）はスペースXが設計、製造し、部分的に再利用が可能な中量型打ち上げロケット。ファルコン9系統の3形式目であり、軌道到達するロケットとして初めて第1段ロケットの垂直着陸を達成した。2017年3月には、一度利用された後の第1段ロケットが他の軌道投入の打ち上げに再利用された。
設計は2014年から2015年にかけて行われ、ファルコン9 1.1型の実質的な改良型であり、技術的改良のために行われた2011年から2015年にかけての広範な技術開発計画に基づいて開発された。第1・2段エンジンの改良、大型化された第2段燃料タンク、燃料となる推進薬の高密度化などによって静止軌道に積荷を運び、ロケット噴射による垂直着陸で第1段ロケットを回収を行うことができる。
2015年12月に初打ち上げが行われ、ファルコン9フル・スラスト (FT) は衛星の投入に成功し、軌道の飛行経路から第1段の垂直着陸と回収に成功した最初のロケットとなった。2017年から2019年の間で50回以上の打ち上げが計画されている。

## 設計

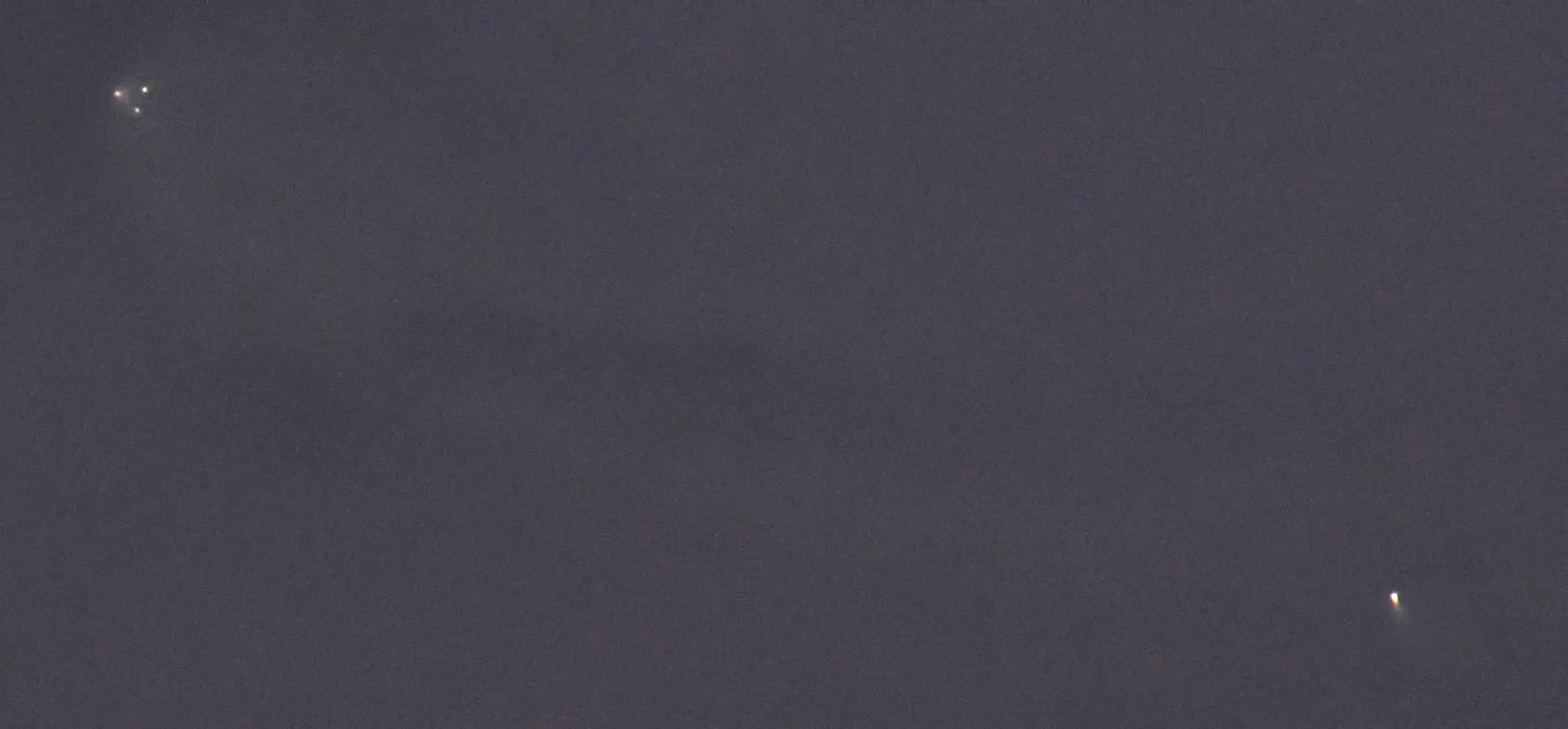
ファルコン9FTの2016年3月4日の打ち上げ。分離された第1段が右下に、第2段が右上に見える。2個のパーツは分離されたペイロードフェアリング

新型の最大の開発目的は大型通信衛星の対地同期軌道への投入を含む長距離運用での第1段ロケットの再利用性の向上であった。
アポロ計画のサターンロケット系統やファルコン9系統の前型式と同様に、複数の第1段エンジンの存在によって1基のエンジンが飛行中に故障停止した場合もミッションの完遂を可能にしている。
FTの第1段ロケットは仮に重荷となる上段や衛星を搭載していなければ単段式宇宙機と同様に低軌道まで到達する能力を持つ。
ファルコン9FTは火星向けにも4020kgの積荷を投入することができる。

### ファルコン9 1.1型からの改良
ファルコン9FTは2014年から2015年に開発された。最初は再使用型ファルコン9やFalcon 9-Rと呼ばれており、ファルコン9FTは「GTOミッション向けの初段の自動制御船への着陸」などが可能なファルコン9 1.1型の能力を超える能力を備えたファルコン9系統の改良された再利用型である。FTは打ち上げ機の初段と長期的に見た第2段の両法の迅速な再利用を促進するためのスペースXによる独自新構想、スペースX再利用型打ち上げシステム開発計画の一部として開発されたシステムやソフトウェア技術を使って設計されている。さまざまな技術がグラスホッパー技術試験機で試験され、ファルコン9 1.1型のいくつかの飛行の中でミッション後ブースターコントロール及び下降試験が行われた。
2015年には、スペースXは既存のファルコン9 1.1型にこれらの技術的新要素を盛り込んだ改良を行った。この新要素が盛り込まれた新型ロケットは内的にファルコン9フル・スラストとして認識され、また、ファルコン9 1.2型 (Falcon 9 v1.2)、増強型ファルコン9 (Enhanced Falcon 9)、完全版ファルコン9 (Full-Performance Falcon 9)、ファルコン9向上形 (Falcon 9 Upgrade) などとも呼ばれた。
改良型への変更には以下のようなものが含まれた:
- 密度向上のため液体酸素を−340 °F (−206.7 °C; 66.5 K)、RP-1を20 °F (−7 °C; 266 K) のサブクール状態へ追加冷却[20]。[注釈 1]
- 初段の構造体の改良[19][21]
- より長い第2段燃料タンク[19]
- 第2段のエンジンノズル、グリッドフィン、姿勢制御スラスタを収容できる長く強い段間部分[19][21]
- 段間分離のために追加されたセンタープッシャー[19]
- グリッドフィン（英語版）の設計進化[19][21]
- オクタウェブの改善[19]
- 改良型着陸脚[19][21]
- 追加冷却によって達成されたより高密度の燃料を利用したマーリン 1Dエンジンのマーリン 1D FT型への推力向上[19]
- 追加冷却された燃料によるマーリン1Dバキュームの推力向上[19]、より長い排気ノズルや改良型姿勢制御システムなどの機体改良を通した新型第2段エンジンの真空状態での能力発揮への最適化[22][23]。
- いくつかの小さな減量努力[24]。

これらの設計改良の結果1.2m全長が伸びてペイロードフェアリングを含めて合計丁度70mになり、能力は33%上昇した。また新型第1段エンジンは推力重量比をはるかに向上させた。これらによって第1段は2段や衛星の搭載がなければ単段で低軌道に到達するほど強化されている。
2017年に打ち上げられた型式ではペイロードフェアリングの半分の実験的回収システムも搭載された。2017年3月30日、スペースXはSES-10の軌道投入運用で、軟着水へ向けた降下を支援するスラスタと操舵可能なパラシュートのおかげでフェアリング部を始めて回収した。
2017年6月25日、制御能力を向上させ、再突入時の熱によりよく対処するためアルミニウム製のグリッドフィンがチタニウム製に転換された

### 自律型飛行システム
スペースXは60年以上にわたってアメリカのロケット発射で使われてきた伝統的な地上ベースの管制システムに置き換える代替自律システムを開発してきた。自動システムは運用飛行での利用認可を得るためにテキサスでの幾つかの垂直離着陸弾道試験飛行や平行して行われたシステム試験プロセスの一部として行われた数回の軌道への打ち上げで利用されている。
2017年2月、スペースXのCRS-10の打ち上げは"空軍宇宙司令部の東西レンジのいずれか"での最初の新"自律飛行安全システム" (Autonomous Flight Safety System、AFSS) を利用した運用飛行となった。続くスペースXのフライトとなった3月のエコースター23の打ち上げが、東部レンジからのすべての打ち上げに60年以上利用されていた由緒のある地上レーダーと打ち上げ掩蔽壕の人員のシステムを使った最後の打ち上げとなった。将来的にスペースXのすべての打ち上げで、AFSSは"地上ベース運用飛行制御職員とオンボード測位装置、航行および計時ソースと決定論理。"に転換されるとしており"AFSSの利点には公共安全性の向上、射場インフラへの依存の低減、射場打ち上げコストの低減、スケジュール予測可能性と可用性の向上、運用の柔軟性、打ち上げ場所の柔軟性などが含まれる"とされる。

#### ブロック4
2017年にスペースXはファルコン9フル・スラストの段階的な変更版を「ブロック4」と称して飛行を開始した。当初、第2段だけがブロック4標準型に変更され、2017年5月のNROL-76とインマルサット-5および同年7月のインテルサット 35eの3回の打ち上げはブロック3の第1段を使用して打ち上げられた。ブロック4はフル・スラスト v1.2「ブロック3」から、後に続くファルコン9ブロック5への移行段階と説明されている。これには、ブロック5の最終推力に向けての段階的なエンジン推力アップグレードが含まれていた。最終的な第1段および第2段を使用した完全なブロック4の初飛行は、2017年8月14日のNASAのCRS-12ミッションだった。

#### ブロック5
2017年にスペースXは、過渡的なブロック4に続く別の段階的な改善を施した「ファルコン9ブロック5」が開発されていることを発表した。ブロック3とブロック5の最大の違いはすべてのエンジンの推力が大きなっていることと、着陸脚が強化されているところにある。それに加えて、多数の小変更によって第1段ブースターの回収と再利用が改善された。変更は生産速度と再利用効率の改善に焦点があてられた。スペースXはブロック5ブースターを飛行ごとに検査を行うだけで10回飛行させ、改修を施して100回まで飛行させることを狙っている。

### 機体特徴
ファルコン9フル・スラストの仕様と特徴は以下の通り：
| 特徴                      | 第1段                                                       | 第2段                                              | 標準ペイロードフェアリング |
| ------------------------- | ----------------------------------------------------------- | -------------------------------------------------- | -------------------------- |
| 高さ                      | 42.6 m (140 ft)                                             | 12.6 m (41 ft)                                     | 13.1 m (43 ft)             |
| 直径                      | 3.66 m (12.0 ft)                                            | 3.66 m (12.0 ft)                                   | 5.2 m (17 ft)              |
| 重量 (燃料除く)           | 22,200 kg (48,900 lb)                                       | 4,000 kg (8,800 lb)                                | 1,700 kg (3,700 lb)        |
| 重量 (燃料込み)           | 433,100 kg (954,800 lb)                                     | 111,500 kg (245,800 lb)                            | N/A                        |
| 構造タイプ                | LOXタンク: モノコック 燃料タンク: 外板および縦通材          | LOXタンク: モノコック 燃料タンク: 外板および縦通材 | N/A                        |
| 構造材料                  | アルミニウム-リチウム合金外板; アルミニウムドーム           | アルミニウム-リチウム合金外販; アルミニウムドーム  | N/A                        |
| エンジン                  | 9 × マーリン1D                                              | 1 x マーリン1Dバキューム                           | N/A                        |
| エンジン形式              | 液体、ガス発生器                                            | 液体、ガス発生器                                   | N/A                        |
| 燃料                      | 冷却液体酸素、ケロシン(RP-1)                                | 液体酸素、ケロシン(RP-1)                           | N/A                        |
| 液体酸素タンク容量        | 287,400 kg (633,600 lb)                                     | 75,200 kg (165,800 lb)                             | N/A                        |
| ケロシンタンク容量        | 123,500 kg (272,300 lb)                                     | 32,300 kg (71,200 lb)                              | N/A                        |
| エンジンノズル            | ジンバル支持、拡張比：16:1                                  | ジンバル支持、拡張比：16:1                         | N/A                        |
| エンジン設計及び製造      | スペースX                                                   | スペースX                                          | N/A                        |
| 推力 (ステージ合計)       | 7,607 kN (1,710,000 lbf) (海抜下)                           | 934 kN (210,000 lbf) (真空)                        | N/A                        |
| 燃料供給システム          | ターボポンプ                                                | ターボポンプ                                       | N/A                        |
| スロットリング能力        | 有り: 816–419キロニュートン (183,000–94,000 lbf) (海抜下)   | 有り: 930–360キロニュートン (209,000–81,000 lbf)   | N/A                        |
| 再着火能力                | 有り（ブーストバック/再突入/着陸噴射用の3基のエンジンのみ） | 有り、TEA-TEBの二重冗長 自然発火性物質ロケット点火 | N/A                        |
| タンク加圧                | 加熱ヘリウム                                                | 加熱ヘリウム                                       | N/A                        |
| 上昇姿勢制御 ピッチ、ヨー | ジンバル支持エンジン                                        | ジンバル支持エンジン、窒素ガススラスタ             | N/A                        |
| 上昇姿勢制御(ロール)      | ジンバル支持エンジン                                        | 窒素ガススラスタ                                   | N/A                        |
| 下降姿勢制御              | 窒素ガススラスタ、グリッドフィン (回収時のみ)               | 窒素ガススラスタ                                   | N/A                        |
| シャットダウンプロセス    | 指令                                                        | 指令                                               | N/A                        |
| 段間分離システム          | 空気圧                                                      | N/A                                                | 空気圧                     |

ファルコン9FTは4.5mの長さの段間部分を使っており、これはファルコン9 1.1型より長く強くなっている。これは「カーボンファイバーの多層表面被覆に包まれたアルミニウムハニカムコアからなる複合材料」である。打ち上げ時の期待全長は70mで、燃料込みの総重量は549,000 kgである。
ファルコン9FTには第1段回収システムが追加され、第1段に射場まで帰還する能力が付与された。その一部として4基の展開可能な着陸脚が追加されており、これらは上昇の間は第1段タンクに固定され着陸時に展開される。第1段回収運用のための余剰燃料は、軌道投入能力が足りない場合には第2段加速のために転用することで能力を増強することができる。第一段回収を行った場合の静止軌道への名目ペイロード能力は5500kgに限られる一方（打ち上げ費用は6200万米ドル）、第1段を回収せず使い切り利用した場合8300kgまで能力が向上する。

## 開発史

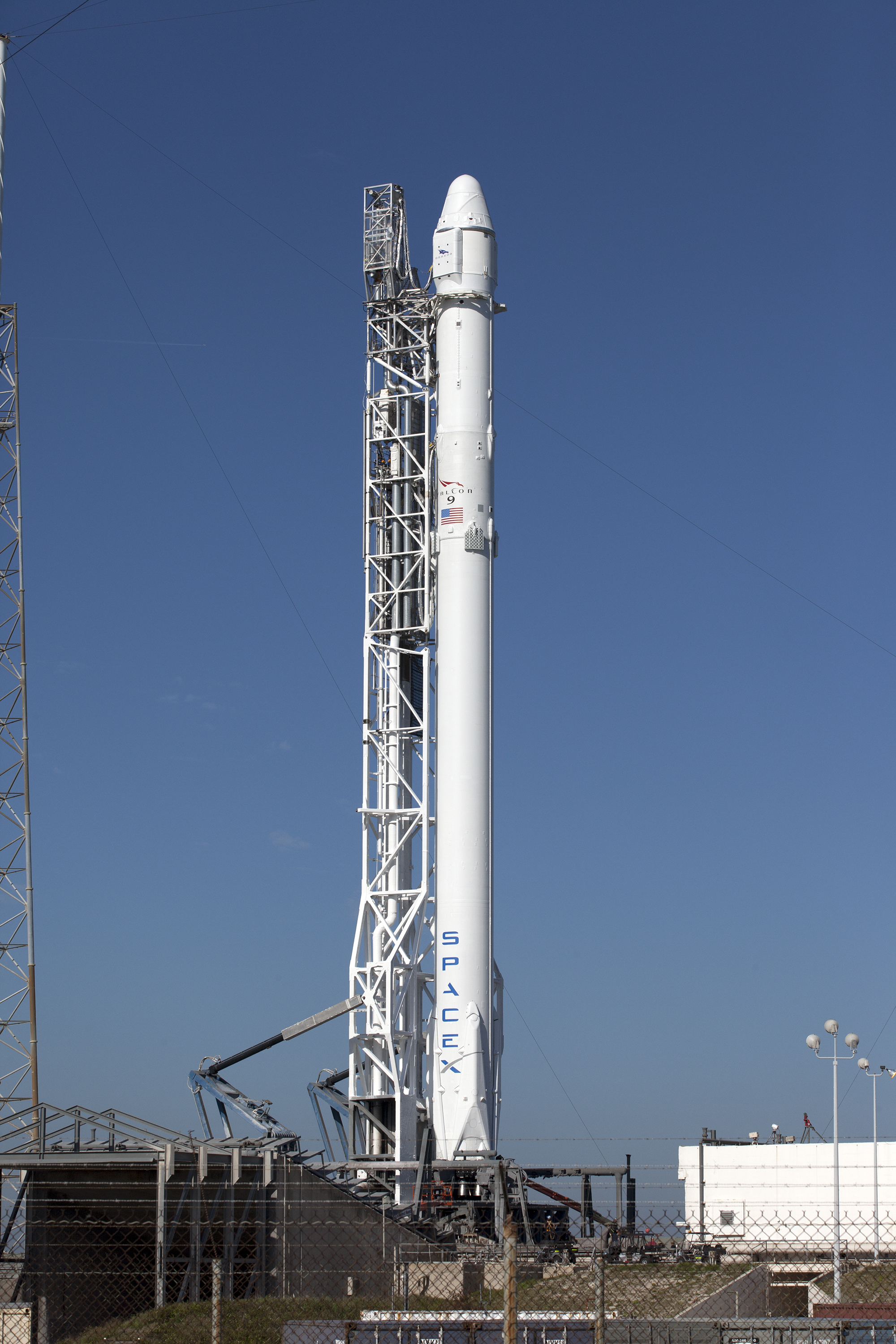
スペースX CRS-8のドラゴンが乗せられたファルコン9FTロケット、2016年4月

### 開発
2014年の始め、スペースXは値段と使い切り型のファルコン9 1.1型のペイロード仕様を公開したが、実際は発表された価格表に支持されているより30%の能力的余裕があった。このとき、余剰能力はスペースXが指定された商業ペイロードの投入達成後ファルコン9 1.1型で再利用性テストを行うために確保されていた。第1段の再利用性と回収を支えるための多くの技術的変更がこの1.1型の初期に行われた。スペースXはファルコン9FTのためのペイロード性能を増加させることか打ち上げ費用の低減、あるいは両方の余地があることを示した。
2015年、スペースXは前型であるファルコン9 1.1型に幾つかの改良を施したと公表した。新ロケットは当初は"ファルコン9 1.1型フルスラスト"として知られたが、"ファルコン9 1.2型"、"増強型ファルコン9" (Enhanced Falcon 9)、"完全版ファルコン9" (Full-Performance Falcon 9)、"アップグレードファルコン9" (Upgraded Falcon 9)、"ファルコン9向上型"などさまざまな呼び方で呼ばれた。
スペースX社長のグウィン・ショットウェルは2015年3月に新型は合理化された生産でこのような能力の向上結果となったと説明した。

そこで我々はより良いスラスタエンジンの開発をはじめ、その開発を終え、能力試験の途中にあります。我々が行っていることは少々の構造の改良です。私は我々の工場で2種類のみ、或いは2コアのみを作ることを望んでおり、それ以上の数はおそらく顧客の視点からよくないでしょう。これはおおよそ30%の能力上昇で、おそらくもう少し上がっています。それは私たちがGTO運用のための第1段を無人運用船に着陸させることを可能にするでしょう。
スペースXの2015年5月の声明で、ファルコン9FTは米国政府との打ち上げ用契約の再認証はおそらく必要ないとした。ショットウェルは「（政府との）反復的なプロセスだ」と述べ、また「新型機の認証は迅速かつ迅速になるだろう」とした。米空軍は2016年1月に、1回目の成功裏の打ち上げと「新型機の設計、生産、品質、供給能力とNSS（国家宇宙安全保障）衛星の軌道投入を行うために必要な任務保証サポートの提供」が実証されたことで米国国防に利用される改良型ロケットを認証した。

### 試験
改良型の第1段は2015年9月にスペースXのマクレガー工場で信頼性試験を始めた。最初のサブクール冷却燃料と、改良型マーリン1Dエンジンの試験を含む静的燃焼試験2回は2015年9月21日に完了した。ロケットは静的燃焼でフルスロットルに到達し、これをうけて打ち上げが2015年11月17日に計画された。

### 初飛行
衛星の所有と運用を行うSES社は2015年2月に、ファルコン9FTの始めの飛行で同社のSES-9衛星を打ち上げる計画を公表した。しかしその後、スペースXはファルコン9FTの2回目の飛行でSES-9の打ち上げを行うこととし、オーブコム社のOG2の第2衛星群の打ち上げをファルコン9FTの初打ち上げで行うことにした。NASASpaceFlight.comのクリス・ヴァージンは、SES-9の打ち上げには第2段エンジンの1度の再始動を含む複雑な第2段の燃焼プロファイルが必要であった一方、オーブコムのミッションは「より大変なSES-9の打ち上げを行う前に第2段の追加テストを行える」物だったと説明した。
ファルコン9FTは2015年12月22日に処女飛行を達成し、搭載したオーブコムの11基の小型衛星を軌道に投入し、第1段はケープカナベラルのスペースXのLZ-1着陸地に着陸した。
最初の打ち上げ以来、スペースXはファルコン9FTを単にファルコン9と呼んでいる。

### その後の修正
2017年2月、アメリカ政府調査官による次回報告はエンジンに燃料を高速で吹き込むターボポンプを動かすロケットのタービンブレードの亀裂のパターンを特定し、これは潜在的に重大な問題であり有人飛行の前に改良が必要とされるだろうとメディアが報じた。スペースXはエンジンはタービンの亀裂に耐えるように設計されており、しかしまた問題を取り除く方向で取り組んでいると主張した。

## 発射履歴
2017年7月5日現在、ファルコン9FTは18回打ち上げが行われており、ミッションはすべて成功しており、このうち第1段は13回回収された。
なお、打ち上げにはいたらなかったが1機のファルコン9FTが打ち上げ試験中に爆破喪失している。2016年9月1日、スペースコムのAmos-6を搭載したファルコン9FTが静的燃焼試験に向けた燃料充填中に（ケープカナベラルLC-40）発射台の上で爆発した。試験は9月3日のフライト29に備えて行われていた。この爆発でロケットと2億米ドルのペイロードが失われた。
その後の調査でファルコン9は酸素タンクの中に炭素繊維製のヘリウムタンクが配置されているが、このヘリウムタンク外周と酸素タンクの間で圧縮された固体または液体の酸素が発火したことが根本原因であると明らかになった。将来の飛行に向けて問題を解決するために、スペースXはタンクに設計の変更を行い、燃料充填手順を変更している。

## 発着場

### 発射場
スペースXはファルコン9 1.1型の打ち上げと同様に当初はケープカナベラル空軍基地第40発射施設 (LC-40) とヴァンデンバーグ空軍基地第4発射施設 (LC-4) をファルコン9FTの打ち上げに利用していた。しかし、2016年のケープカナベラル第40発射施設の打ち上げ失敗事故でLC40が大破したため、東海岸からの打ち上げはNASAから貸与したケネディ宇宙センター第39発射施設 (LC-39A) に打ち上げ場所を移動した。
ファルコン9やファルコン・ヘビーを収容するための大型の水平統合施設の建屋を含め、組み立て時のハードウェアとペイロードに関連するLC-39Aを変更するための建設・技術的設計作業が2013年に始まり、2014年4月にNASAからの発射台貸与契約を締結し、2014年後半に建設が始められ、初打ち上げは2017年2月19日のCRS-10で行われた。2018年に計画されるドラゴン2よる有人打ち上げの前に、搭乗員の乗組む足場や無菌室の建設作業を完了する必要がある。
加えて、2012年から2014年中ごろのフロリダ州、ジョージア州、プエルトリコなどを目標とした複数州の評価プロセスを経て、テキサス州ブラウンズビル近郊のボカ・チカに商用打ち上げ専用の社有発射場が現在建設されている。

### 着陸場

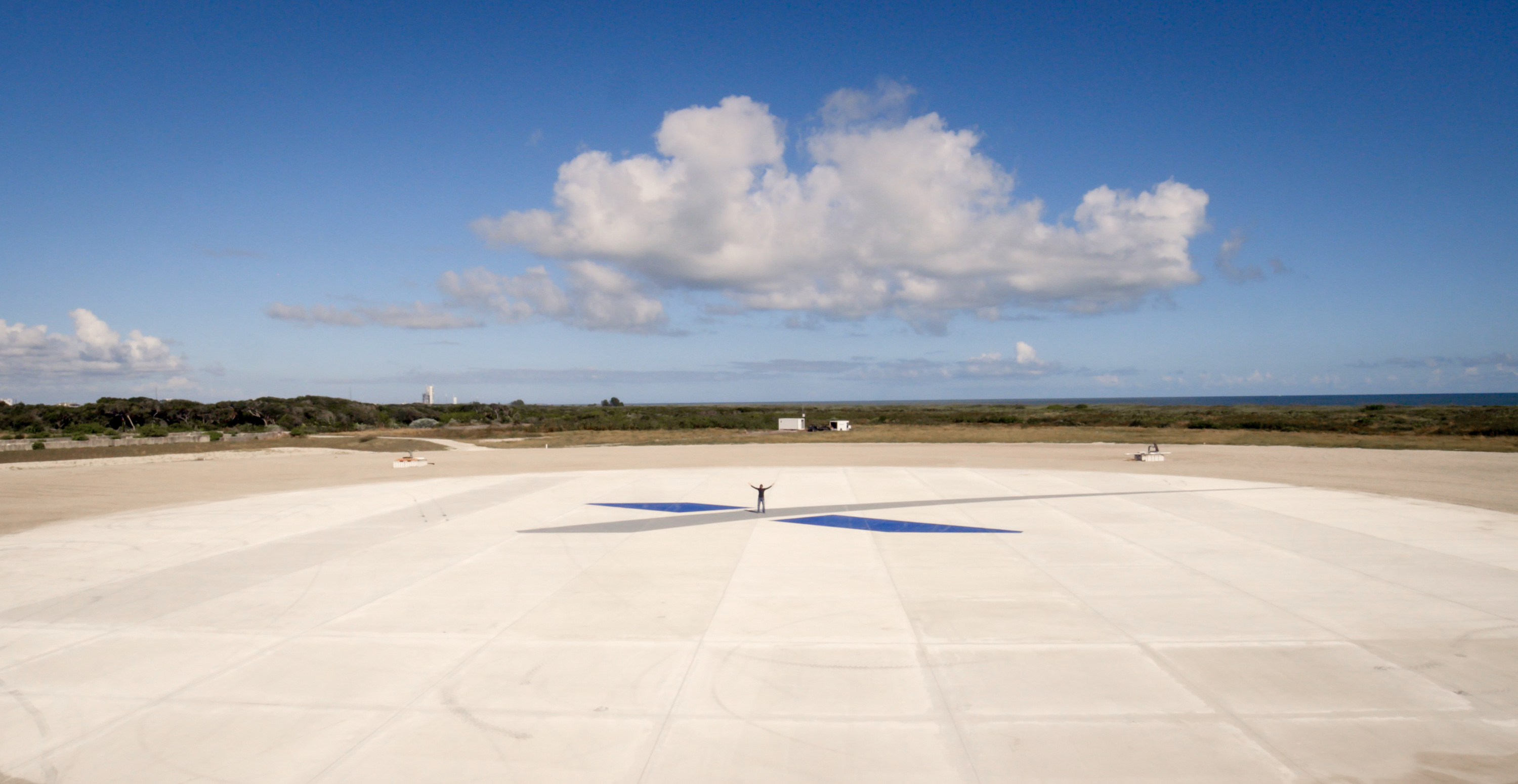
ケープカナベラル空軍基地にある第1着陸場

スペースXはケープカナベラル空軍基地で着陸場を完工しており、これはLZ-1として知られている。この着陸場はおおよそ直径86mの着陸パッドからなり、2015年12月16日に初利用され、ファルコン9FTが着陸に成功している。このLX-1への初着陸が陸上への着陸の三回目の試みであり、ファルコン9全体で最初の成功であった。2017年6月3日現在5機のファルコン9FTがLZ-1への着陸を試みており、すべて成功している。
スペースXはさらに以前に発射施設であったヴァンデンバーグ空軍基地ALC-4Eの跡地に着陸場の建設を始めている。2014年、発射場は着陸場建設のために取り壊されている。

### 無人着陸船
2014年から、スペースXは位置保持エンジンと大型着陸プラットフォームの整備されたデッキバージの自律型スペースポートドローン船の建設をルイジアナ州の造船所に委託した。この船は数100kmのダウンレンジに位置しており、発射地点に戻れないような高速ミッションでの第1段の回収を可能とする。
スペースXはヴァンデンバーグからの打ち上げ用で太平洋にある"Just Read the Instructions"（説明書を読め）とケープカナベラルからの打ち上げ用で大西洋上にある"Of Course I Still Love You"（もちろんまだ君を愛している）の2機の無人船を持っている。2017年6月23日現在、13回のファルコン9FTの飛行で無人船への着陸が試みられ、このうち8回が成功している。

## 再利用性
ファルコン9FT初号機の第1段エンジンは着陸に成功し、FT型の第1段は初回から再利用可能であった。再利用性を向上させるため下記の様な改良が施されている。
- ジェイソン3（英語版）打ち上げ後の着陸の際、着陸脚が展開できなかった失敗に基づいたより良い着陸脚装着
- チタニウムグリッドフィン

ブロック3の第1段は飛行可能回数が2度か3度程度である。これはブロック4で改善される見込みであり、最終型となるブロック5では実質的な改装なしに10回以上利用可能になるとされる。

## 註